# أستراليا المفتوحة 1976
هنا قائمة ببطولات أستراليا المفتوحة لسنة 1976:

## الكبار

### فردي رجال
مارك إدموندسن هزم جون نيوكومب (), 6-7, 6-3, 7-6, 6-1

### فردي سيدات
إيفون غولاغونغ () هزم ريناتا تومانوفا (), 6-2, 6-2